# Gerhard Bolte
Gerhard Bolte (* 12. Juli 1918 in Berlin; † 1993 in Leipzig) war ein deutscher Radsportler, der Rennen auf Straße und Bahn bestritt.

## Sportliche Laufbahn
Gerhard Bolte begann seine Radsportlaufbahn vor Beginn des Zweiten Weltkriegs im Verein RC Grün-Weiß Berlin. 1938 schaffte er den Aufstieg in die A-Klasse der Straßenfahrer. Danach wechselte er zum Verein RC Diamant Chemnitz und gewann das Rennen um den Großen Saxonia-Preis. 1939 wurde er mit der Mannschaft des RC Wanderer Chemnitz deutscher Amateur-Meister in der Mannschaftsverfolgung. In diesem Jahr wurde er durch gute Ergebnisse auf der Straße auch in die Nationalmannschaft berufen. Zu den traditionellen Rennen, die Bolte gewinnen konnte, zählten Rund um das Ostragehege in Dresden und das Chemnitzer Schloßteichrennen. Nach dreijährigem Militärdienst kehrte er schwer verwundet zurück. Er trainierte dennoch ein Jahr lang, um dann zum Radsport zurückzukehren.
Nach dem Zweiten Weltkrieg wurde er 1948 als Profi gemeinsam mit Willy Funda deutscher Meister im Zweier-Mannschaftsfahren. 1950 wurde er mit Heinz Flemig Vize-Meister im Zweier-Mannschaftsfahren der DDR.
Bolte ließ sich, als es auf Grund der Repressionen der Sportführung gegenüber dem Berufsfahrertum in der DDR kaum noch Startmöglichkeiten gab, reamateurisieren. Er startete als Amateur für die BSG Stahl Riesa und später für die BSG Motor Diamant Karl-Marx-Stadt.
Nach dem Ende seiner Radsportlaufbahn war Bolte als Schrittmacher und als Trainer beim SC Einheit Berlin in Ost-Berlin tätig.

## Erfolge
1939
- Deutscher Amateur-Meister – Mannschaftsverfolgung (mit Bruno Schulze, Rudi Thoß, Franz Bronold, Hans Preiskeit und Hans Kinnle)

1948
- Deutschland Deutscher Meister – Zweier-Mannschaftsfahren (mit Willy Funda)

## Teams
- 1949 Heidemann